# Stare Leśno
Stare Leśno (do 1945 niem. Alt Leese) – osada w Polsce położona w województwie zachodniopomorskim, w powiecie polickim, w gminie Police.

## Historia
Kolonia Lese została założona w latach 1776/1777 w Puszczy Wkrzańskiej dla dziesięciu rodzin tkaczy i jednej rodziny osadniczej. Osada otrzymała początkowo 124 morgi ziemi, a w 1800 r. dodano jeszcze 53 morgi. Później powiększono majątek o 42 morgi tak, że 1864 r. wynosił on 219 mórg, z czego pola uprawne stanowiły 150 mórg, a łąki 63 morgi. W 1862 r. w osadzie mieszkało 38 rodzin liczących 193 osoby, wśród których był jeden szewc, dwóch handlarzy artykułami spożywczymi i 26 drwali. Inwentarz żywy osady w 1864 r. wynosił: 24 konie, 42 krowy, 28 owiec, 41 świń i 15 kóz. Do 1925 r. wieś należała do rodziny Brüssow, potem przeszła do zakładów opiekuńczych Kuckenmühlen Anstalten w Szczecinie. W 1925 r. mieszkało tu 112, w 1933 r. 184, a w 1939 r. 181 osób.
Dnia 15.10.1939 wieś została włączona do tworzonego wówczas Wielkiego Szczecina (niem. Stadtkreis Stettin).
W latach 1989–1998 miejscowość należała do województwa szczecińskiego.

## Turystyka
Przez wieś przebiegają  Szlak Policki i  szlak czarny Leśno Górne – Tanowo.